# Solomon Robert Guggenheim
Solomon Robert Guggenheim (Filadélfia, 2 de fevereiro de 1861 — Long Island, 3 de novembro de 1949) foi um empresário e colecionador de arte norte-americano. 
Estudou em Zurique, Suíça onde se associou aos negócios de sua família fundados por seu pai Meyer Guggenheim. Depois de voltar aos Estados Unidos, trabalhou em vários escritórios dos negócios da família e fundou a Yukon Gold Company no Alasca. Aposentou-se em 1919 para dedicar-se integralmente a colecionar arte moderna. 
Estabeleceu em 1937 a Fundação Solomon R. Guggenheim para promover o conhecimento do público para a arte moderna. O Museu Solomon R. Guggenheim, fundado em Nova York em 1937, mudou-se para instalações definitivas, em um prédio projetado por Frank Lloyd Wright, em 1959. 